# Glenea vanikorana
Glenea vanikorana är en skalbaggsart som beskrevs av Heller 1935. Glenea vanikorana ingår i släktet Glenea och familjen långhorningar. Inga underarter finns listade i Catalogue of Life.